# رالف توماس ووكر
رالف توماس ووكر (بالإنجليزية: Ralph Thomas Walker) هو مهندس معماري أمريكي، ولد في 28 نوفمبر 1889 في واتربوري في الولايات المتحدة، وتوفي في 17 يناير 1973 في تشاباكوا (نيويورك) في الولايات المتحدة.